# Dichelachne
Dichelachne is een geslacht uit de grassenfamilie (Poaceae). De soorten van dit geslacht komen voor in delen van Azië, Australazië en het Pacifisch gebied.